# 実閉体
数学における実閉体（じつへいたい、英: real closed field）は実数体と一階の性質が同じである体を言う。実数体、実代数的数体、超実数体などがその例を与える。

## 定義
与えられた体 F が実閉体であるとは、以下のたがいに同値な条件の何れか、したがって全部を満足するときに言う:
1. F は実数の全体と初等同値（英語版）である。別な言い方をすれば、実数体と同じ一階の性質を持つこと、つまり一階言語で書ける任意の文が F において真となるための必要十分条件はそれが実数体において真となることである。(代数型 (signature) の選択は重要でない)
2. F 上の全順序が存在して F は順序体となり、かつその順序に関する F の任意の正元が F 内に平方根を持つこと、および任意の奇数次 F-係数多項式が少なくとも一つの根を F 内に持つことが真である。
3. F は実体であって、任意の奇数次 F-係数多項式が F 内に少なくと一つの根を持ち、かつ各 a ∈ F に対して適当な b ∈ F が存在して a = b2 または a = −b2 が成り立つ。
4. F は代数閉でないがその代数閉包は有限次拡大として得られる。
5. F は代数閉でないが拡大体 F(√−1) は代数閉である。
6. F の順序付けで F の真の代数拡大上の如何なる順序付けにも延長することができないものが存在する。
7. F は実体であって、かつその真の代数拡大で形式的に実となる体は存在しない。(すなわち、そのような体は代数閉包において形式的に実という性質に関して極大なものである)
8. F 上の適当な順序付けが存在して F は順序体となり、かつその順序に関する意味で F 上の次数 ≥ 0 なる任意の多項式に対して中間値の定理が満足される。
9. F は実閉環（英語版）である。

順序体に対するアルティン–シュライヤーの定理は、1926年にエミール・アルティンおよびオットー・シュライヤーが証明したことに名を因む。
定理 (Artin–Schreier)
F が順序体ならば、F の実閉包と呼ばれる代数拡大体 K が存在して、K は実閉体かつ F の順序の延長となる適当な順序に関して順序体となり、かつそのような K は F 上自明となる体の同型を除いて一意である。
 例えば、有理数全体の成す順序体の実閉包は実代数的数体 Ralg である。
順序体 (F,P) と F のガロワ拡大 E に対し、E の部分体 M と P の延長となる M 上の順序 Q からなる拡大順序体 (M, Q) で包含関係に関して極大なものが（ツォルンの補題を適用することにより）存在する。この順序体 (M, Q)（あるいは短く M）は (F, P)（あるいは短く F）の E における（相対）実閉包と呼ぶ。M がちょうど F に一致するとき、(F,P) は E に対して実閉であるという。また E が F の代数閉包のとき、E における F の相対実閉包は、実際に上で述べたところの F の実閉包となる。
F が単に体である（体の演算と両立する順序の存在も仮定しないし、F が順序付け可能とも仮定しない）ときでも、やはり F は実閉包（それはもはや体ではないかもしれない）を持ち、それは実閉環として得られる。例えば、二次体 Q(√2) の実閉包は、実閉環 Ralg × Ralg である（Ralg のコピーが二つあるのは、Q(√2) の二つの順序付けに対応している）。他方、Q(√2) を R の部分順序体と考えるときの、その実閉包はふたたび Ralg となる。

## モデル理論: 決定可能性および量限定子消去
実閉体の理論は初めは代数学の中で発展したものだけれども、重要な示唆はモデル理論からもたらされた。順序体の公理系に
- 任意の正元が平方根を持つことを要請する公理
- 任意の奇数次多項式が少なくとも一つの根を持つことを要請する公理図式

を加えることにより、一階の理論が得られる。Tarski (1951) は、半順序環に関する一階の言語（二項述語記号 "=", "≤", 加法、減法、乗法の演算および定数記号 0, 1 からなる）において、実閉体の理論が 量限定子消去を許すことを示した。このことのもっとも重要なモデル理論的帰結は、実閉体の理論が完全、o-極小かつ決定可能なることである。
決定可能性が意味するのは少なくとも一つの決定手順が存在すること、すなわち実閉体に関する一階言語で書かれた文が真であるかどうかを決定するためのwell-definedなアルゴリズムが存在することである。ユークリッド幾何学（角度の決定可能性は除く）もまた実体の公理のモデルであって、したがって決定可能である。
この決定手順が「実用的」であるかは問わない。実閉体に対する決定手順は何れも計算量が極めて大きいことが知られているから、非常に単純な問題を除けば実際の実行時間は極めて長くなりうる。
タルスキーのアルゴリズムは量限定子消去が複雑性クラス NONELEMENTARY に属する可能性を示唆している。つまり、問題の大きさを n とするとき、アルゴリズムの実行時間を上から評価するような冪の塔 {\textstyle 2^{2^{\,\cdot ^{\,\cdot ^{\,\cdot ^{\,n}}}}}} は存在しない。Davenport & Heintz (1988) は量限定子消去が実は（少なくとも）二重指数的であることを示した。つまり、Ω 漸近記法を用いれば、n 個の量限定子を持つ式の族 Φn で長さ O(n) のものと一定の次数が存在して、Φn に同値な量限定子を持たない任意の式が次数 22Ω(n) かつ長さ 22Ω(n) の多項式を必ず含む。Ben-Or, Kozen & Reif (1986) は実閉体の理論が EXPSPACE において（したがって二重指数時間で）決定可能であることを示した。
Basu and Roy (1996) は ∃x1, …, ∃xk; P1(x1, …, xk) ⋈ 0 ∧ ⋯ ∧ Ps(x1, …, xk) ⋈ 0 なる式（ただし、⋈ は "<", ">", "=" の何れか）が真かを決定するためのよく振る舞うアルゴリズムで、算術演算 sk+1dO(k) の複雑性に属するものが存在することを示した。実は実数の存在理論は PSPACE で決定できる。
追加の函数記号（例えば正弦函数 sin や指数函数 exp）を加えて、理論の決定可能性を変更することができる。
まだほかにも、実閉体の重要なモデル理論的性質として、それが弱 o-極小構造を持つことが挙げられる。逆に、任意の弱 o-極小順序体は実閉でなければならない。

## 順序論的性質
実数体の著しく重要な性質は、それがアルキメデス体であること、つまり任意の実数に対して絶対値がそれより大きい整数が存在するというアルキメデスの性質をもつことである。任意の実数に対してそれよりも大きい整数と小さい整数の両方が存在する、と言っても同じことである。アルキメデス的でない実閉体は非アルキメデス順序体である。例えば、超実数からなる任意の体は実閉かつ非アルキメデスである。
アルキメデスの性質は共終数の概念と関係がある。順序集合 F に含まれる集合 X が F において共終であるとは、各 y ∈ F に対し x ∈ X が存在して y < x となることである。つまり、X は F における非有界列を成す。F の共終数は、最小の共終集合の大きさ（つまり、非有界列を与えることのできる集合の最小濃度）である。例えば自然数は実数全体の成す順序集合において共終であり、したがって実数体の共終数は ℵ0 である。
いま実閉体 F の特質を定義する不変量として「F の濃度」と「F の共終数」を得た。これに加えて「F の重み (weight)」は F の稠密部分集合の大きさの最小値で与えられる。これら三種の基数は、任意の実閉体の順序に関する性質の多くを教えてくれるが、それがどのようなものであるかを発見するのは難しいかもしれない（特に一般化連続体仮説を含めない場合には）。成り立つかもしれないし成り立たないかもしれない特定の性質も存在する:
- 体 F が完備 (complete) であるとは、F を真に含む順序体 K で F が K において稠密となるようなものが存在しないときに言う。F の共終数が κ のとき、この完備性は κ で添字付けられるコーシー列が F において収束することと同値である。
- 順序体 F が順序数 α に対する η集合（英語版）性質 ηα を持つとは、F の ℵα より小さい濃度を持つ二つの部分集合 L, U で L の任意の元が U の任意の元よりも小さいようなものが任意に与えられたとき、L の任意の元より大きくかつ U の任意の元より小さい x ∈ F が存在するときに言う。これは飽和モデル（英語版）であるというモデル理論的性質に近しい関係がある。つまり、任意の二つの実閉体が ηα となるための必要十分条件は、それらが ℵα-飽和となることであり、またさらに言えば二つの ηα 実閉体はそれらがともに濃度 ℵα ならば互いに順序同型である。

## 一般化連続体仮説
実閉体の特徴付けは一般化連続体仮説を仮定することを受け入れるならば非常に簡単になる。連続体仮説が満足されるならば、連続体濃度と η1-性質を持つ任意の実閉体は、互いに順序同型である。この意味で一意な実閉体 F は超冪の意味で RN/M と定義できる（ただし、M は R に順序同型な体を導かない極大イデアルとする）。これが超準解析においてもっとも一般的に用いられる超実数体であり、その一意性は連続体仮説に同値である。
さらに言えば、F の構成に超冪が必要というわけでもなく、より構成的に、濃度 ℵ1 の η1-群となる全順序可除アーベル群 G 上の形式冪級数体 R((G)) の、可算個の例外を除く全ての項が零であるような級数全体の成す部分体として構成することもできる。
しかしこの F は完備体ではなく、またそれに完備化を施して得られる体 K は濃度がより大きいものとなる。F が連続体濃度（いま仮定によりそれは ℵ1 である）を持てば、その完備化 K は濃度 ℵ2 で F を稠密部分体として含む。これは超冪のでないとはいえ、やはりこれは「超実体」であり、したがって超準解析で用いるに適した体である。これは実数体の高次元版とみることもできる。つまり、濃度が ℵ1 でなく ℵ2 で、共終数が ℵ0 でなく ℵ1 で、重みが ℵ0 でなく ℵ1 であり、η0-性質（これは単に任意の二実数の間に別の実数が存在することを言うもの）の代わりに η1- 性質を満たす。

## 例
実閉体の例には以下のようなものが挙げられる:
- 実代数的数体
- 計算可能数体
- 定義可能実数体
- 実数体
- 準超実数体[6]
- 超実数体
- 実係数ピュイズー級数（英語版）体

## 注